# Easton (Lincolnshire)
Easton – wieś w Anglii, w hrabstwie Lincolnshire, w dystrykcie South Kesteven. Leży 45 km na południe od Lincoln i 151 km na północ od Londynu.